# Первенец (Краснодарский край)
Первенец — посёлок в Крымском районе Краснодарского края.
Входит в состав Молдаванского сельского поселения.

## География

### Улицы
- пер. Гагарина,
- пер. Королёва,
- ул. Гагарина,
- ул. Звёздная,
- ул. Комарова,
- ул. Космонавтов.

## Население
| 1999 | 2002 | 2010 |
| ---- | ---- | ---- |
| 365  | ↘288 | ↗329 |